# Саломон Калу
Саломон Калу (на френски: Salomon Kalou) е бивш футболист от Кот д'Ивоар роден на 5 август 1985 г. в Уме, Кот д'Ивоар. От 2006 до 2012 играе за английския гранд Челси. Играе и за националния отбор на Кот д'Ивоар.

## Кариера в Челси
Сезон 2007/08 бе втора поредна успешна кампания за младия котдивоарски нападател, който вече записа 100 мача за клуба.
Също така Калу прекара четири седмици в Гана за участие с Кот д'Ивоар в турнира за Купата на Африканските нации. Още в първия мач от турнира срещу Нигерия, Саломон вкара страхотен самостоятелен гол, последван от още два срещу Гвинея за успеха с 5:0.
В отбора на Челси Калу процъфтява на лявото крило, но и отбелязва голове когато се изисква от него да бъде на върха на атаката и да замести контузените Дидие Дрогба и Андрий Шевченко.
Освен 11-те му гола, Калу успява да направи 9 асистенции, най-много от всички съотборници, превръщайки Калу в жизненоважна част от състава.
Саломон подписва със „сините“ през лятото на 2006 г. за необявена сума от холандския Фейенорд.
В Ередивиси Калу изиграва три сезона. През сезон 2003/04 той записва едва два мача за Фейеноорд, но през по-голямата част от сезона играе под наем в другия ротердамски отбор, втородивизионния „Екселсиор“, където бележи 4 гола в 11 срещи.
В другите два сезона Калу вкарва 35 гола в 60 мача като титуляр плюс седем като резерва. В турнира за Купата на УЕФА добавя 4 попадения в 7 мача.
Двадесетте гола за сезон 2004/05 го отреждат на второ място в голмайсторската класация в първенството и той печели наградата на Йохан Кройф за млад талант, играещ в Холандия.
Калу дебютира за Челси в мача за „Къмюнити Шийлд“ срещу Ливърпул през август и отбелязва първия си гол при гостуването на Блекбърн за Карлинг Къп през октомври 2006 г.
През първия си сезон Калу вкарва девет гола и е дубльор на Дрогба и Шевченко, взимайки участие в 58 от 64 мача, и започвайки като титуляр в 25 от тях.
Миналият сезон той премина границата от 100 мача за Челси, като стартира в 33 срещи, а в 15 влезе като резерва. Само двама играчи от отбора успяват да запишат повече мачове.
След края на сезон 2011/12 Калу беше освободен от Челси и сега е свободен агент.